# Ehrentrup
Ehrentrup ist ein Ortsteil der lippischen Stadt Lage in Nordrhein-Westfalen. Bis zur Eingemeindung nach Lage am 1. Januar 1970 war Ehrentrup eine selbstständige Gemeinde.

## Musik
In Ehrentrup existiert ein Männer- und Frauenchor.

## Naturschutzgebiete
Auf den Flächen von Ehrentrup liegen die Naturschutzgebiete „Stadenhauser Mergelkuhlen“ und „Katzenbusch“.

## Sport
Größter Sportverein im Ort ist der TuS Ehrentrup mit rund 400 Mitgliedern. Er verfügt über sechs Tennisplätze und bietet darüber hinaus auch Turnen, Tischtennis, Ju-Jutsu, Boule und Nordic Walking an.

## Bildung
In Ehrentrup existiert eine Gemeinschaftsgrundschule sowie ein Familienzentrum. Die Vorschulklasse der Grundschule ist für die ganze Stadt Lage offen.

## In Ehrentrup geborene Persönlichkeiten
- Rudolf Bax (1906–1986), Maler
- Karl Wedegärtner (* 1926), Physiker, ordentlicher Professor für Physik und Didaktik der Physik in Münster und Bielefeld,[3] Ehrenbürger von Lage (Lippe)